# Дітмаршен
Дітма́ршен, або Дітма́ршенський пові́т (нім. Kreis Dithmarschen) — район у Німеччині, землі Шлезвіг-Гольштейн. Адміністративний центр — місто Гайде. Розташований на західному узбережжі Ютландського півострова, між річками Айдер і Ельба. Створений 1970 року шляхом об'єднання Північного і Південного Дітмаршенського повітів. Одна із історичних земель Нижньої Саксонії, складової Священної Римської імперії. Вперше згадується у ІХ ст. як одне із саксонських графств на північ від Ельби. У 1227 — 1559 роках стало центром Дітмаршенської селянської республіки, яку розділили Данія і Гольштейн на Південний і Північний Дітмаршен. З 1773 року обидва повіти повністю перейшли під контроль Данії. 1866 року, за підсумком Другої Шлезвізької війни, вони стали складовою Пруссії, з 1871 року — Німеччини. Входить до національного парку «Ватове море Шлезвіг-Гольштейну». Площа — 1404,75 км². Населення — 133 251 осіб (31 грудня 2020).

## Назва
- Дітма́ршен (нім. Dithmarschen) — сучасна німецька назва; походить від маршів (болотистої місцевості), що характерна для цього приморського регіону.
- Дітма́рсен (нім. Dithmarsen) — запис місцевості у старій орфографії.
- Дітма́рсія (лат. Dithmarsia) — середньовічна і ранньомодерна латинська назва.
- Дітма́ршкен (дан. Ditmarsken; стара орфографія: Dythmerschenn, Ditmersken) — данська навза.
- Дітмарш (англ. Ditmarsh)

Може зустрічатись назва Дітмархен і Дітмарсен. Скажімо один з титулів імператора Всеросійського був — герцог Дітмарсенський.

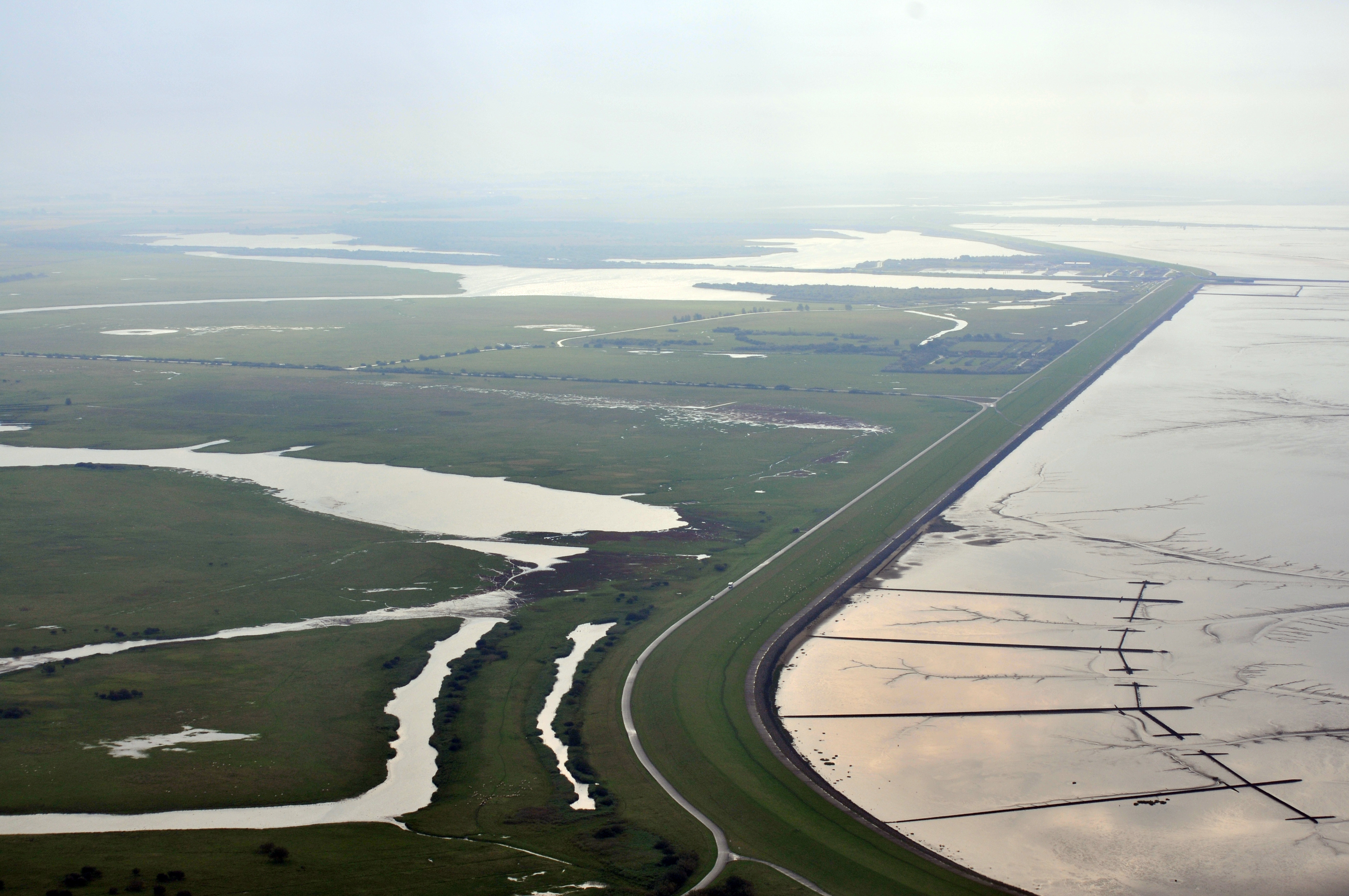
Типові краєвиди
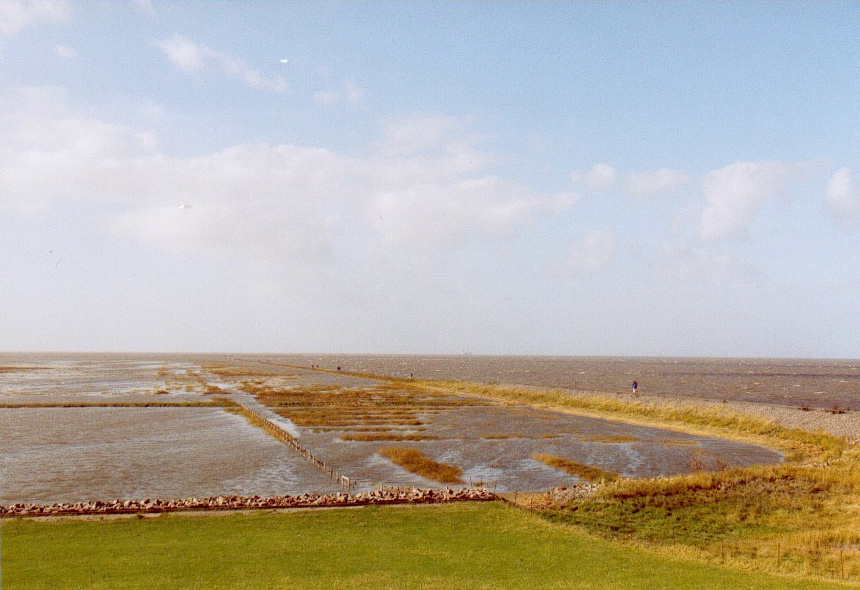
Типові краєвиди
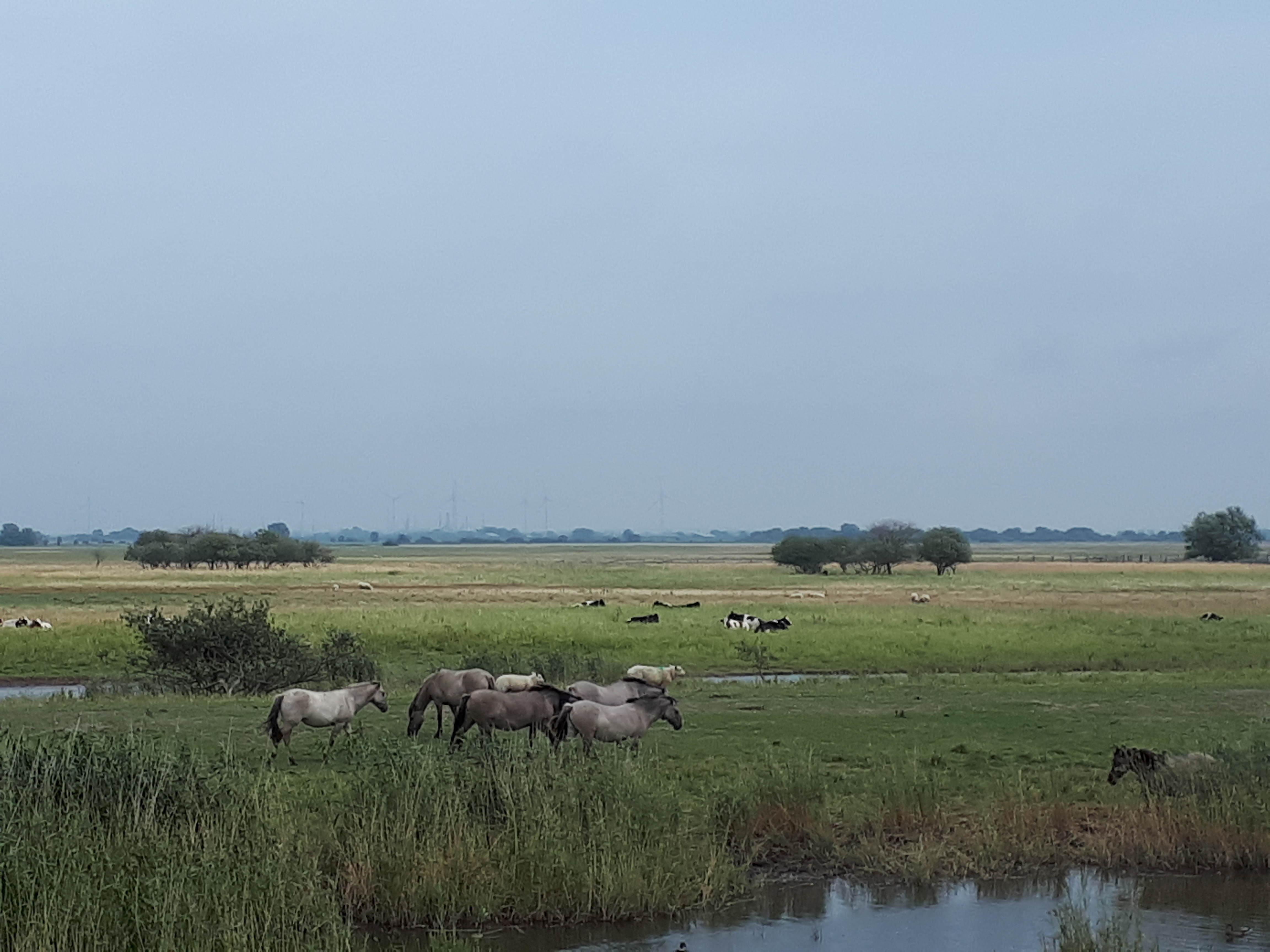
Типові краєвиди
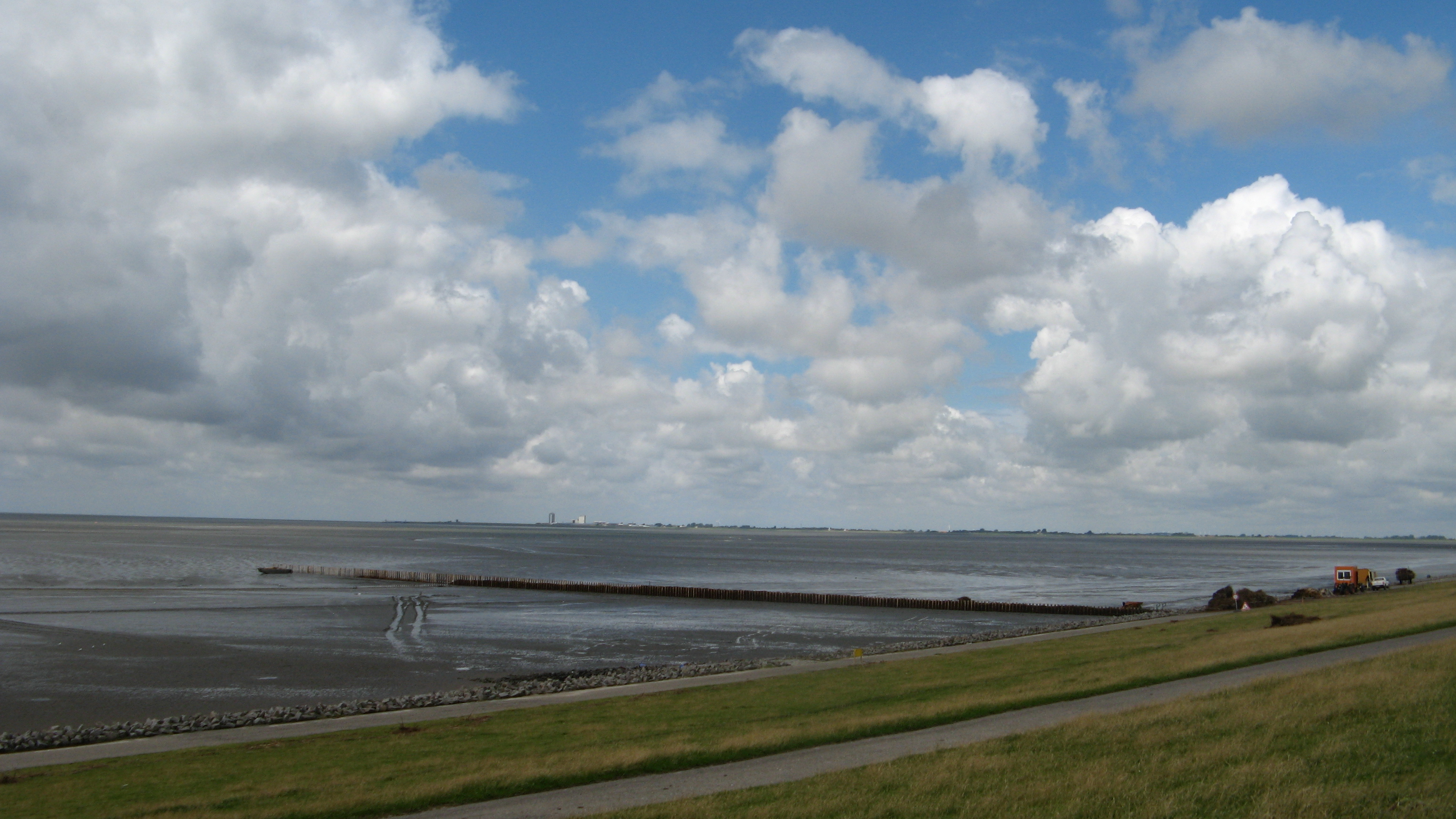
Типові краєвиди
Типові краєвидиТипові краєвиди

## Історія

### Саксонія
У давнину Дітмаршен входив до складу Саксонії, яку згодом завоював франкський король Карл Великий.
Від 936 року Дітмаршен належав графському роду фон Штаде. 
1180 року Фрідріх I, імператор Священної Римської імперії, передав Дітмаршен Бременському архієпископству. Населення округу вперто опиралося новій владі й після кількох безрезультатних повстань добровільно підкорилося Шлезвігському єпископству.

### Дітмаршенська республіка

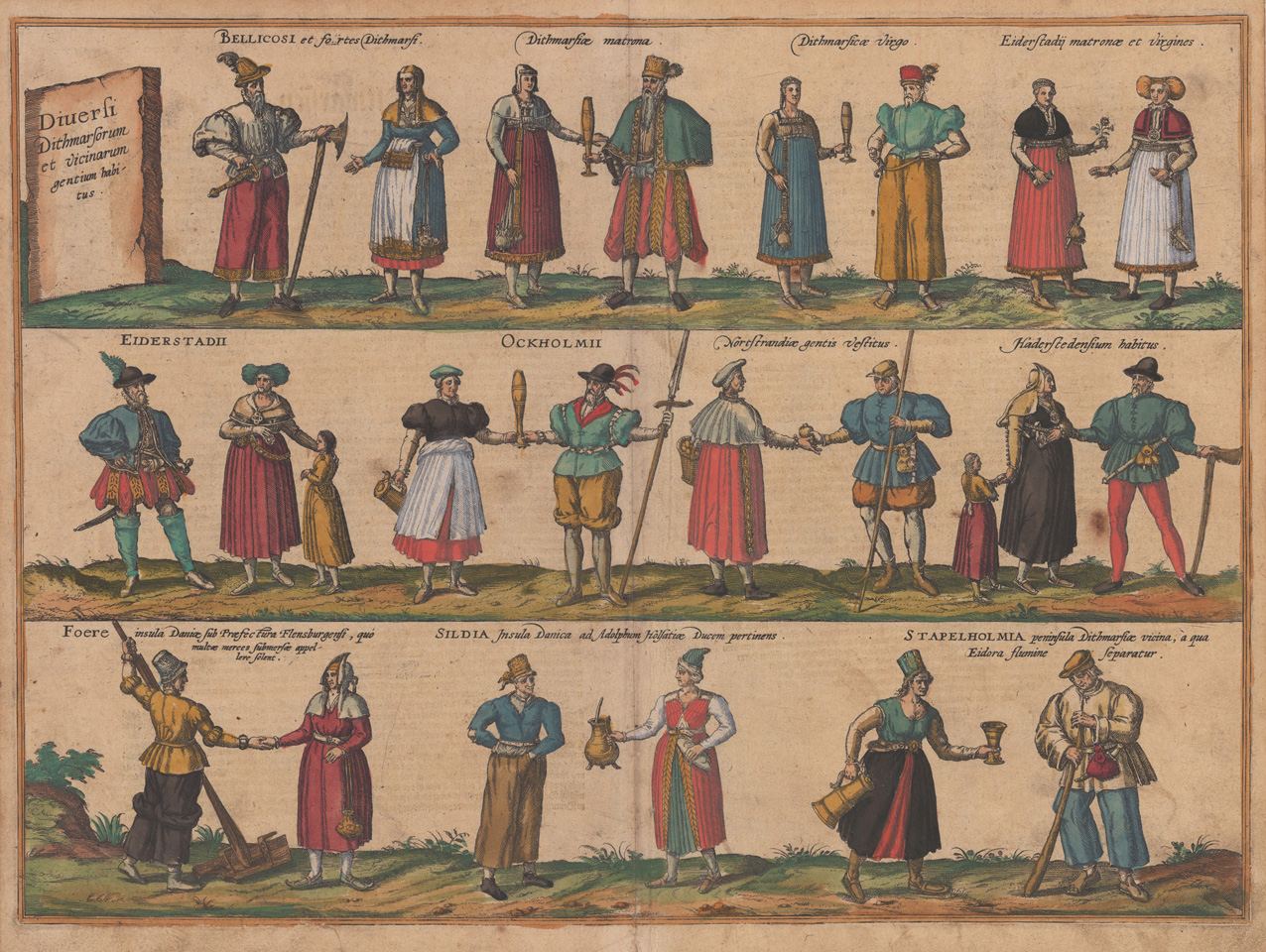
Дітмаршенські мешканці (пізнє XVI ст.)

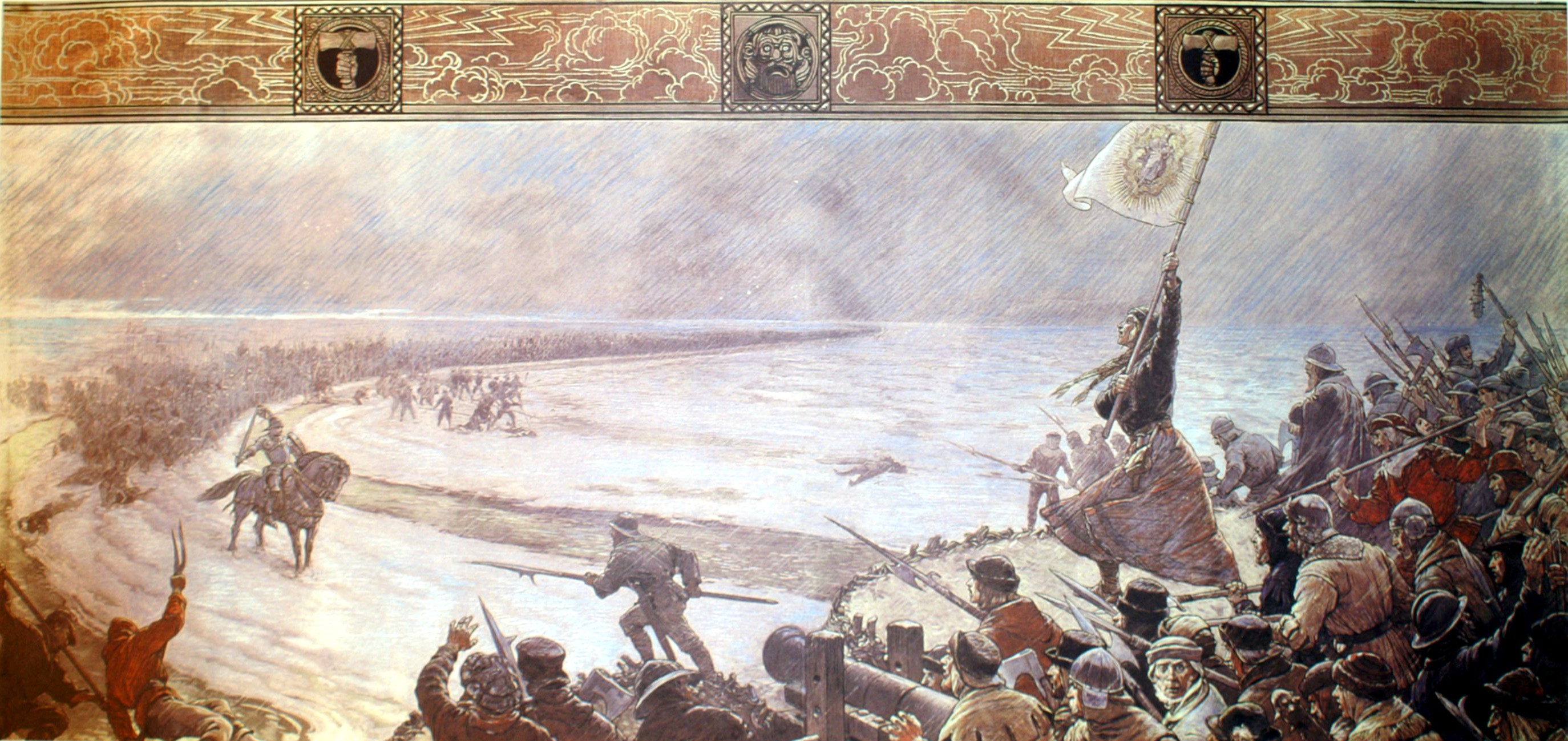
Битва при Геммінгштедті

Незабаром Дітмаршен перейшов до Данського королівства і залишався у його складі до 1227 року, до поразки данців при Борнгевде. Відтоді Дітмаршен, фактично, перетворився на селянську республіку (нім. Buurnrepubliek Dithmarschen), окремі райони і парафії якої ревно оберігали свою самостійність. Вона страждала від міжусобиць впливових родів на набігів морських розбійників.
1321 року в Дітмаршені було укладено збірник Дітмаршенського права й запроваджено Вищий суд, до якого перейшли найважливіші державні справи. 1447 року відбулася перша велика реформа законодавства. 1497 року дітмаршенські закони вперше опублікували, 1567 року — виправили, а 1711 року знову опублікували у Глюкштадті.
Республіка вела виснажливі війни зі східним сусідом — Гольштейнським герцогством. У 1319 і 1404 роках гольштейнські герцоги здійснили великі походи з метою завоювати Дітмаршен, але зазнали поразки. Оборона самостійності коштувала дітмаршенцям великих жертв.
Дітмаршенська республіка формально перебувала у складі Священної Римської імперії, але фактично була незалежною. Коли імператор Фрідріх III наказав передати землі цієї республіки герцогам Гольштейнським, його наказ лишився невиконаним. 
Сини Крістіана, король Ганс і герцог Фрідріх І Готорпський, намагалися підкорити Дітмаршен, але 1500 року дітмаршенці розбили їхнє військо при Геммінгштедті. Ця перемога селян над герцогським військом була оспівана у багатьох піснях і забезпечила республіці мир на півстоліття.
Основною причиною занепаду республіки стала Реформація, яка внесла розбрат у ряди керівників Дітмаршена. 1524 року місцеві селяни, які дотримувалися католицького вчення, спалили на вогнищі Генріха Цютфенського, одного із перших лютеран-мучеників. Дітмаршенці повставали зі зброєю проти лютеран і наймали іноземні війська для боротьби із ними, але лютеранство поступово поширилося по країні.
Занепадом Дітмаршена скористалися його вороги — данський король Фредерік II, шлезвігський герцог Йоганн і гольштейнський герцог Адольф. Вони провели ряд успішних військових кампаній проти Республіки, внаслідок чого, 2 червня 1559 року, вона скорилася їхній волі.

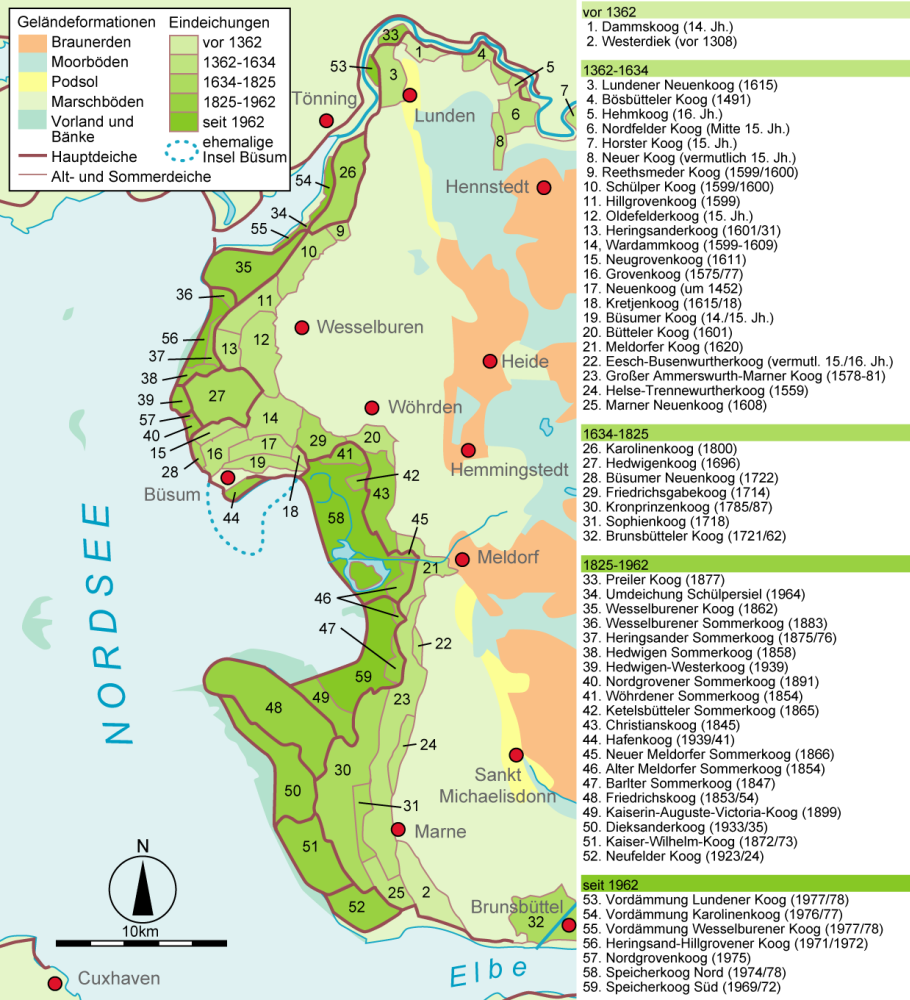
Розширення 1362—1962
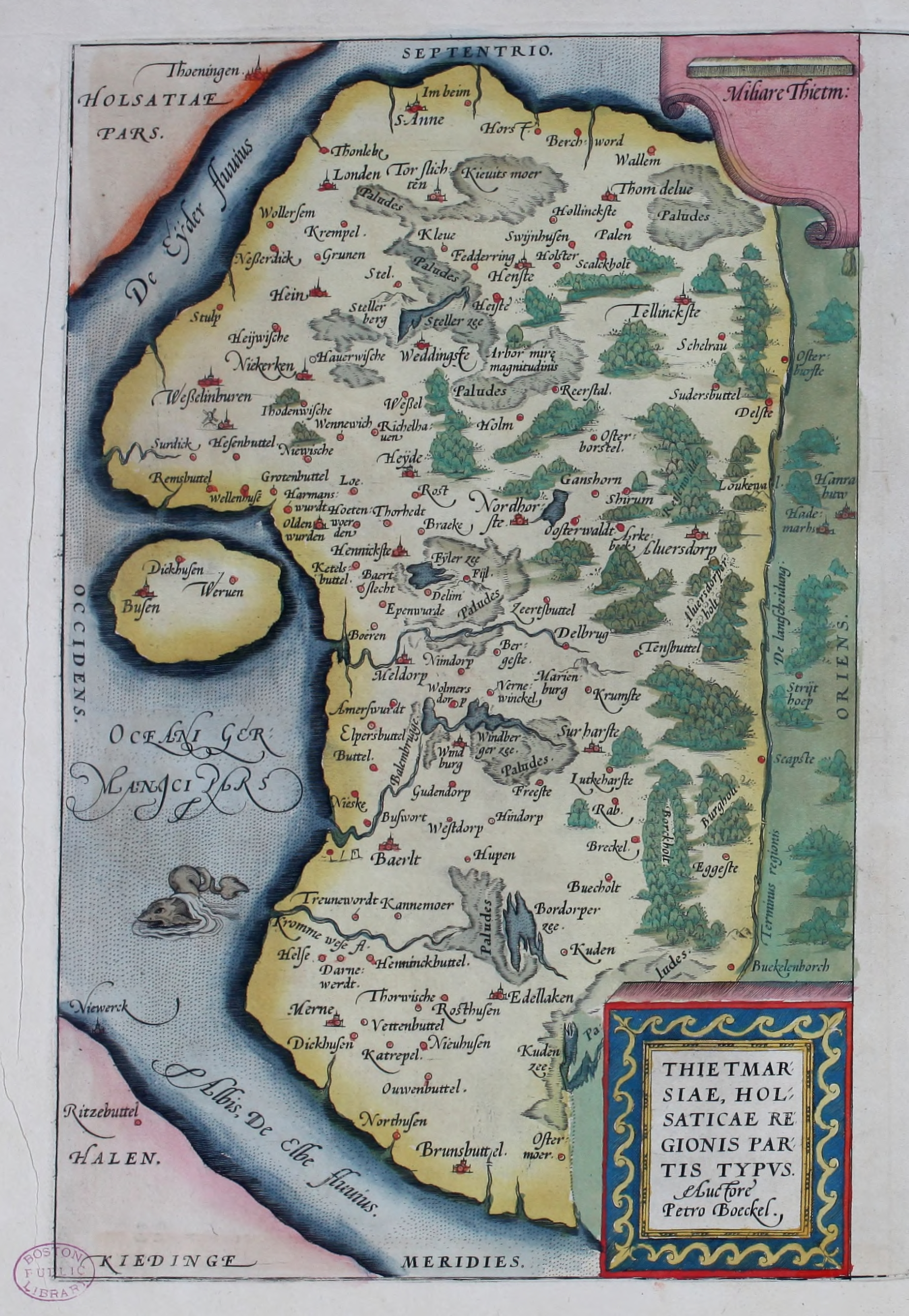
Дітмаршен 1570
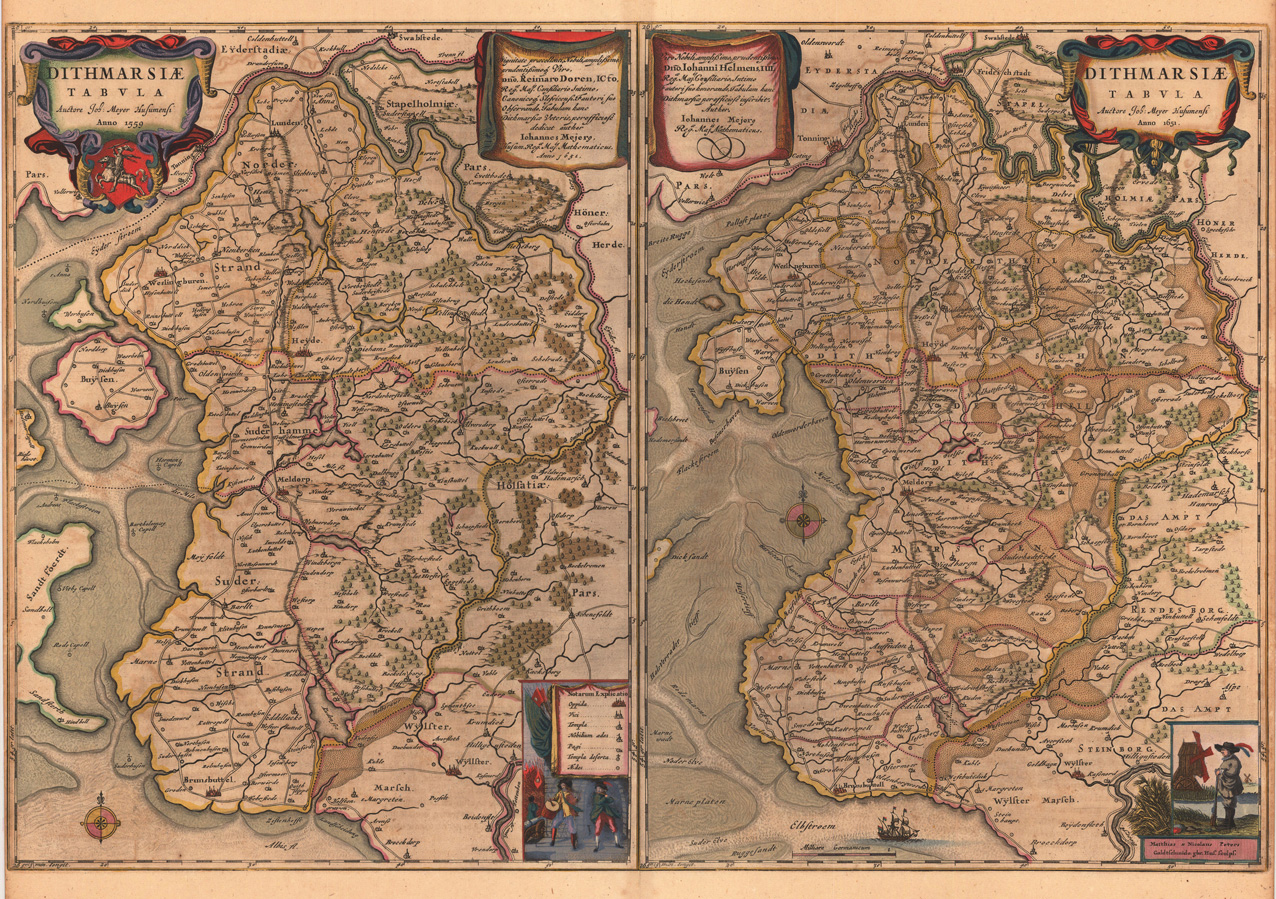
Дітмаршен 1663
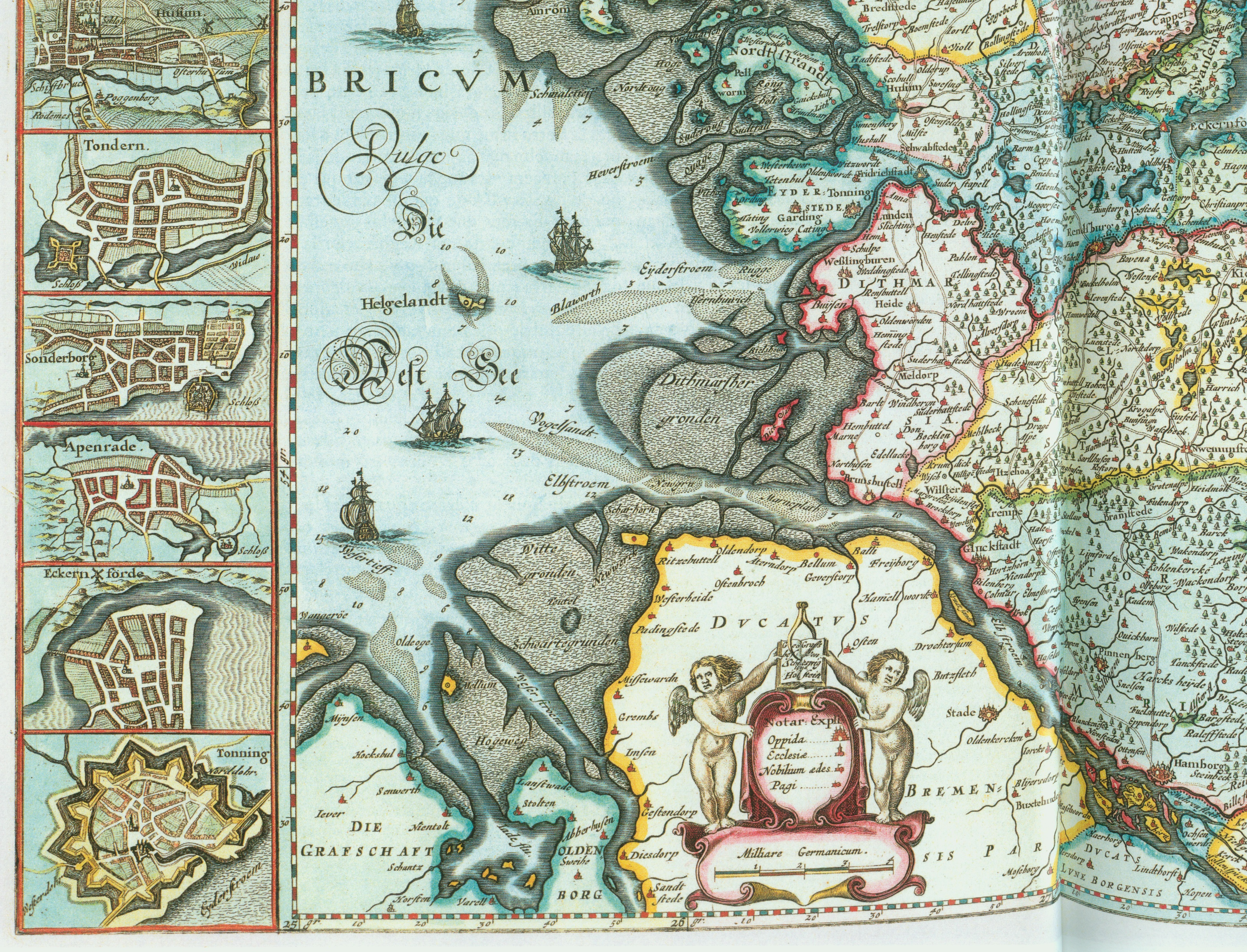
Дітмаршен бл. 1665

### Данія. Гольштейн. Німеччина
Данія, Шлезвіг і Гольштейн розподілили землі Дітмаршена. Данські королі додали до свого титулу «герцог Дітмаршенський». Після смерті герцога Йоганна відбувся новий перерозподіл: Південний Дітмаршен із головним містом Мельдорфом отримав король Фредерік ІІ, а Північний Дітмаршен із містом Гайде — герцог Адольф Готорпський.
Згідно з Царськосільським трактатом 1773 року між Данією, Гольштейном і Росією, увесь Дітмаршен увійшов разом із гольштейнськими володіннями до складу Данського королівства.
У 1864 — 1866 роках, за підсумками пруссько-данської війни, Дітмаршен став частиною Прусського королівства, яке 1871 року перетворилося на Німецьку імперію. Німці включили Дітмаршен до прусської провінції Шлезвіг-Гольштейн і поділили на два повіти: Північний Дітмаршен (нім. Kreis Norderdithmarschen) і Південний Дітмаршен (нім. Kreis Süderdithmarschen).

### Новітня доба
1946 року, внаслідок адміністративної реформи, Північний і Південний Дітмаршенські повіти увійшли до складу федеральної землі Шлезвіг-Гольштейн. 1970 року їх об'єднали у один Дітмаршенський повіт.

Північний Дітмаршен 1965
Південний Дітмаршен 1965

## Адміністративний поділ

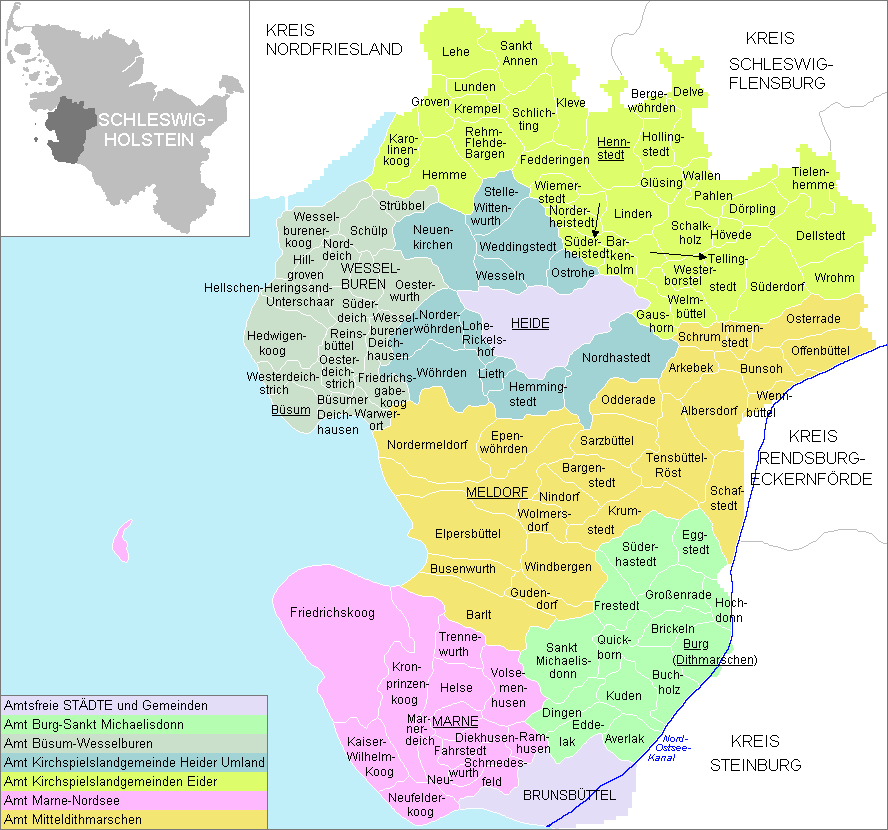

Район складається з двох самостійних міст, а також 114 міст і громад (нім. Gemeinden), об'єднаних у 6 об'єднань громад (нім. Ämter).
Дані про населення наведені станом на 31 грудня 2020.
| Самостійні міста                                           | Самостійні міста |
| ---------------------------------------------------------- | ---------------- |
| - 1. Брунсбюттель, місто (12364) - 2. Гайде, місто (21485) |                  |

Об'єднання громад:
Зірочками (*) позначені центри об'єднань громад.
| - 1. Бург-Занкт-Міхелісдонн (15536) 1. Аферлак (565) 2. Брікельн (209) 3. Бург (Дітмаршен)* (4178) 4. Бухгольц (995) 5. Гохдонн (1053) 6. Гросенраде (461) 7. Дінген (640) 8. Еггштедт (773) 9. Едделак (1336) 10. Занкт-Міхелісдонн (3459) 11. Зюдергаштедт (755) 12. Квікборн (174) 13. Куден (601) 14. Фрештедт (337) - 2. Бюзум-Вессельбурен (12872) 1. Бюзум* (4911) 2. Бюзумер-Дайхгаузен (358) 3. Варверорт (240) 4. Вессельбурен (місто) (3470) 5. Вессельбуренер-Дайхгаузен (111) 6. Вессельбуренерког (177) 7. Вестердайхштріх (856) 8. Гедвігенког (208) 9. Гельшен-Герінгзанд-Унтершаар (166) 10. Гільгрофен (59) 11. Естервурт (243) 12. Естердайхштріх (276) 13. Зюдердайх (449) 14. Норддайх (402) 15. Райнсбюттель (408) 16. Фрідріхсгабеког (52) 17. Штрюббель (91) 18. Шюльп (395) - 3. Кірхшпільсландгемайнде-Гайдер-Умланд (15808) [Центр: Гайде] 1. Веддінгштедт (2331) 2. Верден (1268) 3. Вессельн (1444) 4. Геммінгштедт (2880) 5. Літ (372) 6. Лое-Рікельсгоф (2097) 7. Ноєнкірхен (956) 8. Нордгаштедт (2841) 9. Нордерверден (262) 10. Острое (908) 11. Штелле-Віттенвурт (449) | - 4. Кірхшпільсландгемайнден-Айдер (18738) 1. Баркенгольм (162) 2. Бергеверден (35) 3. Валлен (32) 4. Вельмбюттель (419) 5. Вестерборстель (108) 6. Вімерштедт (164) 7. Вром (710) 8. Гаусгорн (184) 9. Гемме (503) 10. Геннштедт* (2046) 11. Гефеде (60) 12. Глюзінг (114) 13. Голлінгштедт (302) 14. Грофен (86) 15. Дельфе (738) 16. Дельштедт (716) 17. Дерплінг (622) 18. Занкт-Аннен (325) 19. Зюдергайштедт (533) 20. Зюдердорф (357) 21. Кароліненког (138) 22. Клефе (408) 23. Кремпель (610) 24. Лее (1097) 25. Лінден (864) 26. Лунден (1706) 27. Нордергайштедт (143) 28. Пален (1140) 29. Рем-Фледе-Барген (526) 30. Теллінгштедт (2647) 31. Тіленгемме (156) 32. Феддерінген (273) 33. Шалькгольц (576) 34. Шліхтінг (238) | - 5. Марне-Нордзе (13245) 1. Гельзе (828) 2. Дікгузен-Фарштедт (688) 3. Кайзер-Вільгельм-Ког (365) 4. Кронпрінценког (824) 5. Марне* (місто) (5947) 6. Марнердайх (396) 7. Нойфельд (609) 8. Нойфельдерког (116) 9. Рамгузен (153) 10. Тренневурт (242) 11. Фрідріхског (2558) 12. Фольземенгузен (335) 13. Шмедесвурт (184) - 6. Міттельдітмаршен (23203) 1. Альберсдорф (3714) 2. Аркебек (221) 3. Баргенштедт (966) 4. Барльт (760) 5. Бузенвурт (321) 6. Бунзо (781) 7. Веннбюттель (87) 8. Віндберген (793) 9. Вольмерсдорф (320) 10. Гудендорф (399) 11. Ельперсбюттель (858) 12. Епенверден (758) 13. Зарцбюттель (695) 14. Імменштедт (99) 15. Крумштедт (476) 16. Мельдорф* (місто) (7248) 17. Ніндорф (1137) 18. Нордермельдорф (570) 19. Оддераде (320) 20. Остерраде (419) 21. Оффенбюттель (258) 22. Тенсбюттель-Рест (675) 23. Шафштедт (1260) 24. Шрум (68) |

## Герб

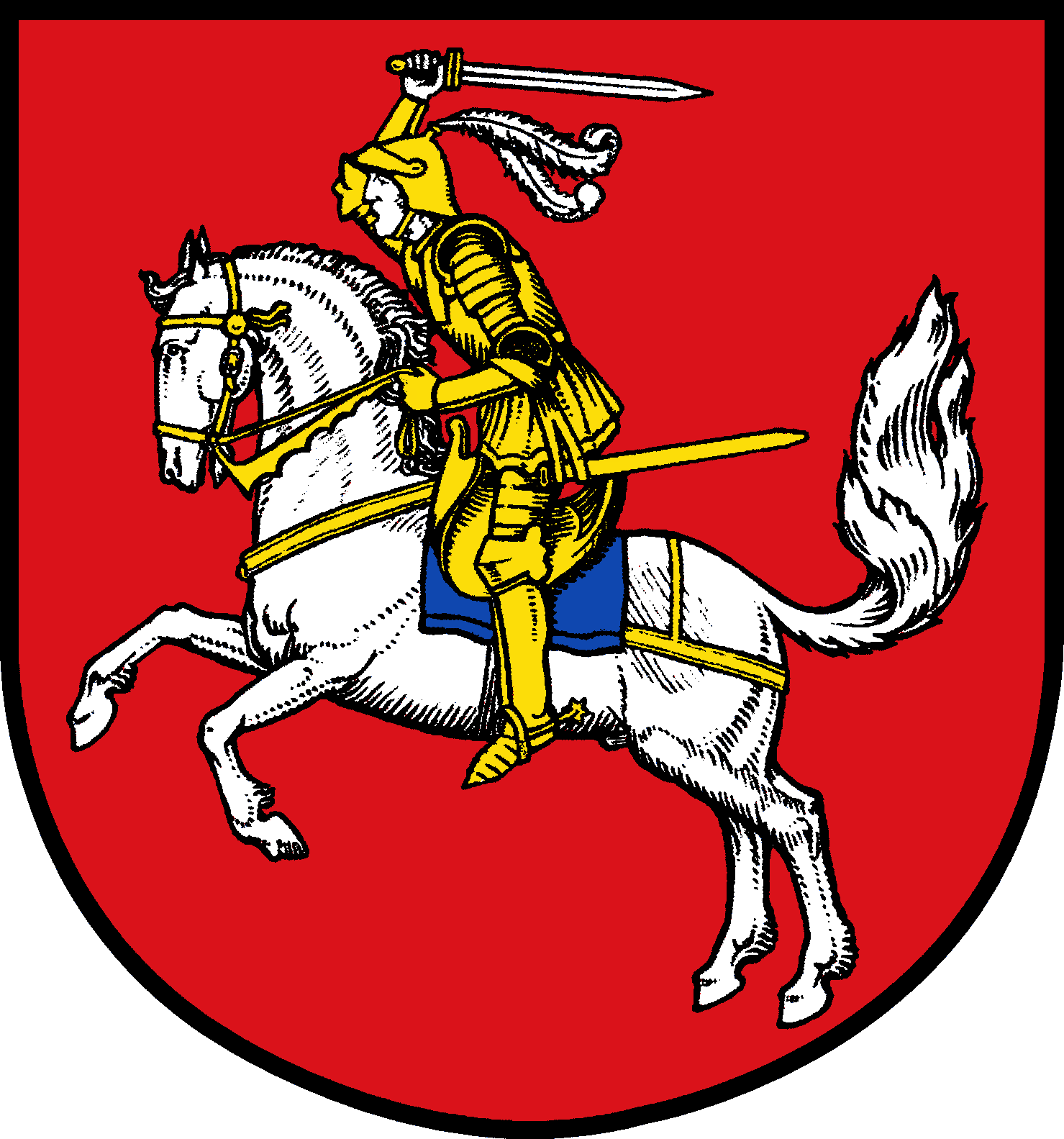
Герб Дітмаршена (з 1971)

Герб Дітмаршена — офіційний символ округу. У червоному полі галопуючий срібний кінь із золотим сідлом, збруєю і синім чепраком; на ньому сидить лицар у золотому обладунку і шоломом зі срібним плюмажем, який заносить срібного меча над головою. Цей герб затверджений 30 червня 1971 року і базується на повітовій символіці XVI ст.
Старий герб Дітермаршена, який використовувався на печатках до XVI ст., має зображення Богородиці з маленьким Ісусом і святого Освальда, патронів селянської республіки. На печатках після 1559 року фігурувала Страждаюча Богоматір, із мечем у серці, що, ймовірно, було алюзією до втраченої незалежності.
Сучасний герб Дітмаршена із «лицарем» походить з південної частини, яка належала Данському королівству. Він зустрічається на печатках Фредріка ІІ. Цей герб символізував святого Юрія, але був дуже непопулярним серед дітмаршенців, оскільки сприймався ними як «данський лицар» — знак перемоги загарбників над Республікою. З кінця XVII у Північному Дітмаршені так само стали використовувати південно-дітмаршенський герб. До ХХ ст. лицаря і збрую коня малювали срібною.
1934 року, після утвердження націонал-соціалістичної влади у Німеччині, «данського лицаря» замінили «німецьким орлом» з патріотичних мотивів. Проте 1946 року британська окупаційна влада повернула на герби Північного і Південного Дітмаршена «лицарів». Після об'єднання обох округів у один Дітмаршенський округ в 1970 році, їхні ідентичні герби були взяті за основу нового окружного герба.

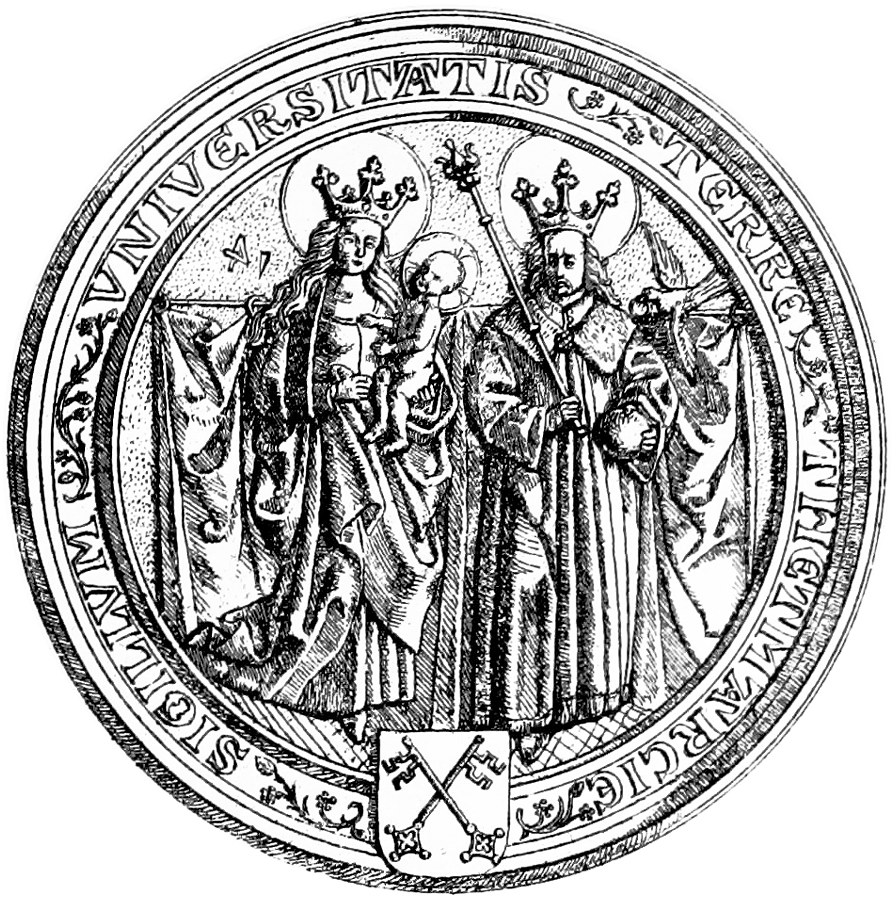
Велика печатка XVI ст.
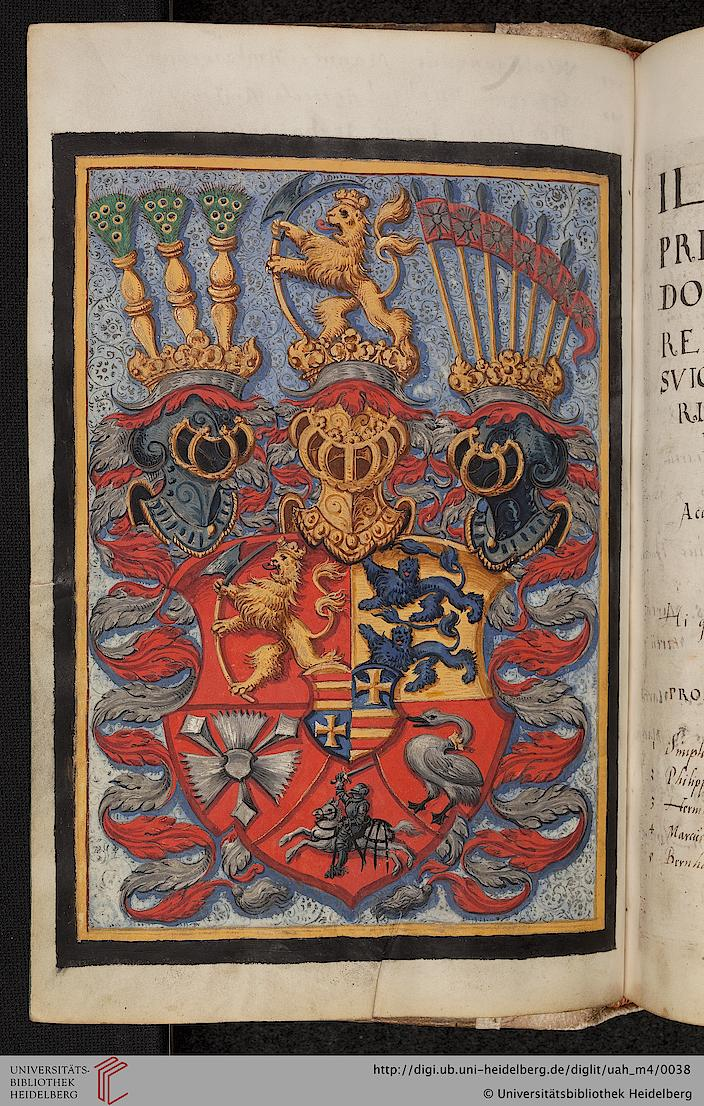
Герб Фредеріка ІІ 1582
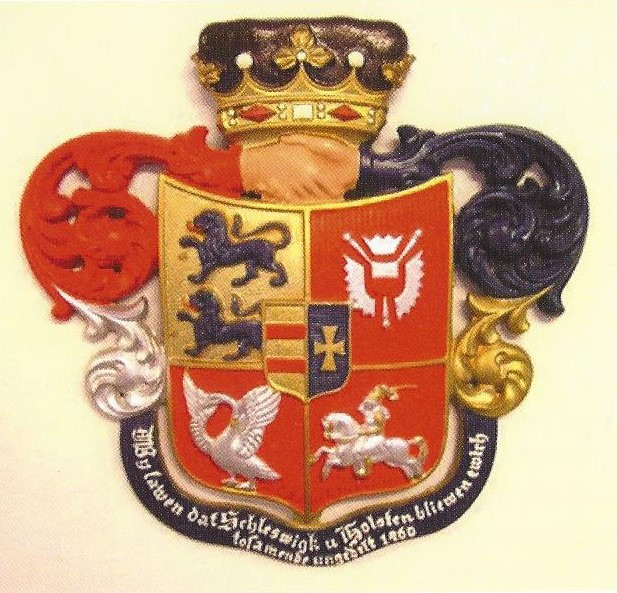
Герб Данії 1844
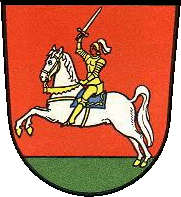
Північний Дітмаршен 1946
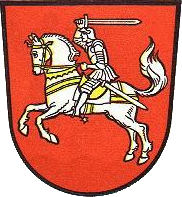
Південний Дітмаршен 1963
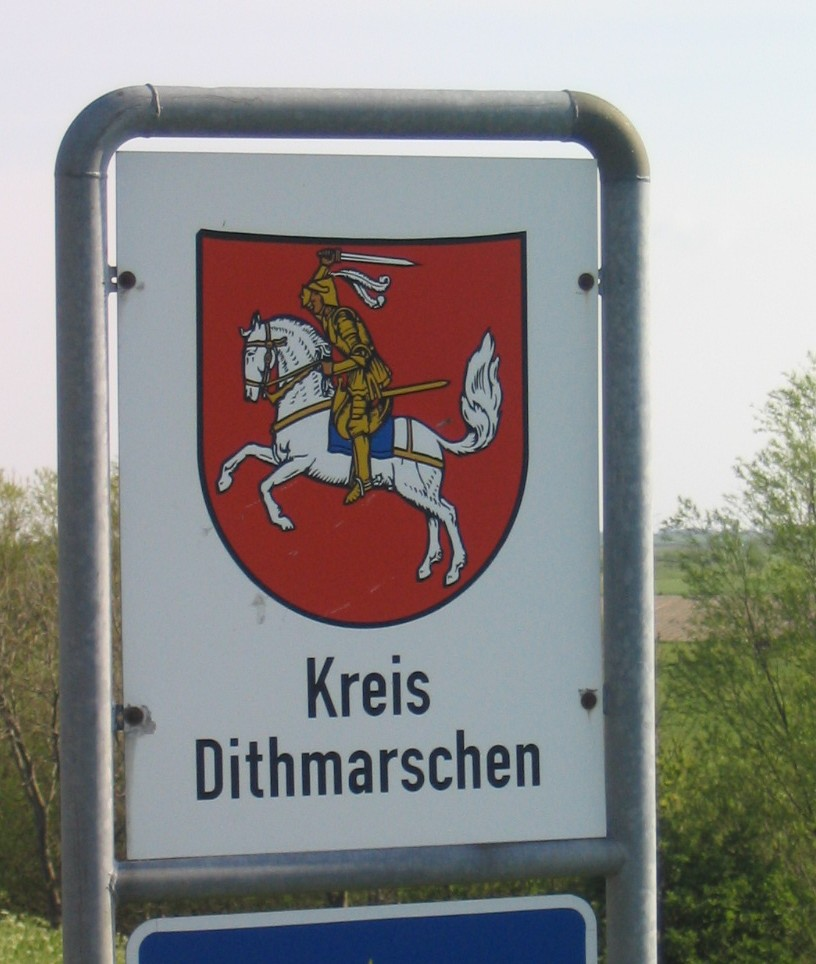
Дорожний знак

## Персоналії

### Уродженці
- Кірстен Роде — пірат, що служив московському царю Івану IV Грозному.

## У культурі
- Дітмаршенська республіка представлена у комп'ютерній грі «Europa Universalis IV»[6]

### Монографії. Статті
- Alberts, K. Friede und Friedlosigkeit nach den Dithmarscher Landrechten von 1447 und 1539. Heide, 1978.
- Geschichte Dithmarschens. Heide, 2000.
- Meier, O. Die Naturschutzgebiete in Dithmarschen. Heide, 1982.
- Nissen, G. Typisch Dithmarscher. Ansichten und Profile eines legendären Volkes. Heide, 1992.
- Nissen, N. Kleine Geschichte Dithmarschens. Heide, 1986 (2-е вид.: 1999).
- Stoob, H. Geschichte Dithmarschens im Regentenzeitalter. Heide, 1959.
- HISTOUR Dithmarschen. Der historisch-touristische Führer zu Natur- und Kulturdenkmalen in Dithmarschen. Heide, 2003.
- Dithmarschen. Zeitschrift für Landeskunde, Kultur und Natur. Heide, 1925.

### Довідники
- Дитмаршен [Архівовано 14 серпня 2020 у Wayback Machine.] // Энциклопедический словарь Брокгауза и Ефрона. Санкт-Петербург, 1893, Т. 10, С. 678.